# 권윤철
권윤철(1986년 12월 21일 ~ )은 대한민국의 축구 선수이며, 포지션은 수비수이다.